# Studánka svaté Markéty
Studánka sv. Markéty se nachází v lesích u Lázní svaté Kateřiny, asi 500 metrů od kostela sv. Kateřiny a kaple sv. Kateřiny, směrem na Počátky.
Stejně jako v případě studánky pod kaplí sv. Kateřiny je i zdejší studánka spojená se jménem Kryštofa z Leskovce. Zdejší voda totiž vyléčila jeho druhou dceru Markétu a Kryštof na výraz díků nechal nad studánkou postavit kapličku, kterou zasvětil svaté Markétě. V průběhu let došlo k řadě úprav a přestaveb kapličky, současná podoba pochází z období klasicismu. Postupně se na místo ovšem zapomnělo, odtok zarostl a byl zanesen bahnem a kaplička zůstala volně přístupná. V roce 2006 se kaplička dočkala rekonstrukce, nikoliv však její okolí. Po opravách bylo místo začleněno do trasy naučné stezky K pramenům Počátek, ovšem interiéry kapličky a vlastní studánka jsou již nepřístupné.
Při cestě ke studánce sv. Vojtěcha se nachází kamenný prameník, kam je přivedena část vod z obou studánek, jinak svedených do městského vodovodu.

## Další studánky v okolí Počátek
- Pramen řeky Jihlavy
- Studánka svaté Kateřiny
- Studánka svaté Ludmily
- Studánka svatého Vojtěcha